# Bijlinde
De Bijlinde of Tusschenlinde, eerder ook Buiten Tjonger genoemd (Stellingwerfs: Bi’j- of Tussenlende) is een riviertje op de grens van de Nederlandse provincies Friesland en Overijssel in de gemeenten Weststellingwerf en Steenwijkerland.

## Beschrijving
De Bijlinde of Tusschenlinde is 2,2 kilometer lang en is een onderdeel van het stroomgebied van de Kuinder of Tjonger (De Tsjonger of De Kuunder). 
De Bijlinde loopt vanaf de oude sluis bij Schoterzijl oostwaarts naar Slijkenburg, waar die overgaat in het Nieuwe Kanaal naar Kuinre.
Ten tijde van de Zuiderzee verzorgde de Bijlinde via Kromme Linde en de Kuindervaart de afvoer van de Tjonger naar de Zuiderzee. Via de Worstsloot (later ook Buitenkanaal genoemd) had de Bijlinde tevens een rechtstreekse afvoer naar zee, waardoor overstromingen beperkt konden worden. In 1842/43 werd het Nieuwe Kanaal langs Kuinre aangelegd, dat een snellere afvoer naar de zee bood. De monding werd afgesloten met een nieuwe waaiersluis. De Worstsloot kreeg een gescheiden afvoer. Sinds de aanleg van de Noordoostpolder zijn beide mondingen geblokkeerd en gaat het afvoeren van het water via de Friese boezem.

## Naam
De naam dateert uit het midden van de 19e eeuw; eerder sprak men over Kuinre of Tjonger. De naam komt in de 18e eeuw ook voor als Buiten Tjonger, Binnen Kuinder of Kleine Kuinder.
De Bijlinde of Tusschenlinde wordt soms gespeld als Tusschen Linde of Tussenlinde. De Topografische Dienst van Kadaster Geo-Informatie vermeldt hem als Bij of Tusschenlinde.  Het deel in de provincie Friesland heeft sinds 15 maart 2007 de Stellingwerfse naam Bi’j- of Tussenlende als de officiële naam.